# Liste der Kulturdenkmale in Wolmirsleben
In der Liste der Kulturdenkmale in Wolmirsleben sind alle  Kulturdenkmale der Gemeinde Wolmirsleben und ihrer Ortsteile aufgelistet. Grundlage ist das Denkmalverzeichnis des Landes Sachsen-Anhalt, das auf Basis des Denkmalschutzgesetzes des Landes Sachsen-Anhalt vom 21. Oktober 1991 durch das Landesamt für Denkmalpflege und Archäologie Sachsen-Anhalt erstellt und seither laufend ergänzt wurde (Stand: 31. Dezember 2021).

## Kulturdenkmale in Wolmirsleben
| Lage                                                                                                | Bezeichnung        | Beschreibung                            | Erfassungs- nummer | Ausweisungsart | Bild |
| --------------------------------------------------------------------------------------------------- | ------------------ | --------------------------------------- | ------------------ | -------------- | --- |
| Altenweddinger Straße Nördlich der Ortschaft (Karte)                                                | Wasserturm         |                                         | 094 90190          |                | Wasserturm |
| Altona Westlicher Ortsausgang, südlich der Bode (Karte)                                             | Vorwerk            |                                         | 094 90180          |                | [[Vorlage:Bilderwunsch/code!/C:51.946328,11.476706!/D:Altona Westlicher Ortsausgang, südlich der Bode,!/\|BW]]                                             |
| Am Schachtsee (Karte)                                                                               | Bergwerk           | Braunkohlenschachtanlage/Tagebau        | 094 95819          |                | BW |
| An der Kirche (Karte)                                                                               | Kirche             | St. Nikolai                             | 094 90182          |                | Kirche |
| An der Kirche 1 (Karte)                                                                             | Pfarrhof           |                                         | 094 90181          |                | BW |
| Chaussee (Karte)                                                                                    | Friedhof           |                                         | 094 90184          |                | Friedhof |
| Chaussee 17 (Karte)                                                                                 | Gasthaus           | Bördehof                                | 094 90185          |                | Gasthaus |
| Chaussee 34, 34a, 34b, 34c, 37a, 37b, 40, 40a Westlicher Ortsausgang, südliche Straßenseite (Karte) | Gutshof            | Schaepers Hof                           | 094 90187          |                | [[Vorlage:Bilderwunsch/code!/C:51.947988,11.478681!/D:Chaussee 34, 34a, 34b, 34c, 37a, 37b, 40, 40a Westlicher Ortsausgang, südliche Straßenseite,!/\|BW]] |
| Chaussee 45 Westlicher Ortsausgang, nördlich der Chausseestraße (Karte)                             | Gutshaus           |                                         | 094 90186          |                | [[Vorlage:Bilderwunsch/code!/C:51.94933,11.47917!/D:Chaussee 45 Westlicher Ortsausgang, nördlich der Chausseestraße,!/\|BW]]                               |
| Ernst-Wille-Straße 25 (Karte)                                                                       | Wirtschaftsgebäude |                                         | 094 90188          |                | BW |
| Lange Straße 10 (Karte)                                                                             | Wohnhaus           |                                         | 094 90189          |                | BW |
| Lange Straße 58 (Karte)                                                                             | Kirche             | Katholische Kirche St. Johannes Baptist | 094 10154          |                | Weitere Bilder |

## Legende
In den Spalten befinden sich folgende Informationen:
- Lage: Nennt den Straßennamen und wenn vorhanden die Hausnummer des Kulturdenkmals. Die Grundsortierung der Liste erfolgt nach dieser Adresse. Der Link „Karte“ führt zu verschiedenen Kartendarstellungen und nennt die geographischen Koordinaten.
Link zu einem Kartenansichtstool, um Koordinaten zu setzen. In der Kartenansicht sind Baudenkmale ohne Koordinaten mit einem roten bzw. orangen Marker dargestellt und können in der Karte gesetzt werden. Baudenkmale ohne Bild sind mit einem blauen bzw. roten Marker gekennzeichnet, Baudenkmale mit Bild mit einem grünen bzw. orangen Marker.
- Offizielle Bezeichnung: Nennt den Namen, die Bezeichnung oder zumindest die Art des Kulturdenkmals und verlinkt, soweit vorhanden, auf den Artikel zum Objekt.
- Beschreibung: Nennt bauliche und geschichtliche Einzelheiten des Kulturdenkmals, vorzugsweise die Denkmaleigenschaften.
- Erfassungsnummer: Für jedes Kulturdenkmal wird in Sachsen-Anhalt eine 20stellige Erfassungsnummer vergeben. Die letzten zwölf Ziffern werden für die Untergliederung nach Teilobjekten genutzt und werden nur angegeben, soweit vergeben. In dieser Spalte kann sich folgendes Icon  befinden, dies führt zu Angaben zu diesem Baudenkmal bei Wikidata.
- Ausweisungsart: Die Einordnung des Denkmales nach § 2 Abs. 2 DenkmSchG LSA
- Bild: Ein Bild des Denkmales, und gegebenenfalls einen Link zu weiteren Fotos des Kulturdenkmals im Medienarchiv Wikimedia Commons. Wenn man auf das Kamerasymbol klickt, können Fotos zu Kulturdenkmalen aus dieser Liste hochgeladen werden: